# 문병권 (정치인)
문병권(文秉權, 1950년 2월 20일 ~ )은 대한민국의 정치인이다. 제6·7·8대 서울특별시 중랑구청장을 지냈다.

## 약력
- 1950년 2월 20일 경상남도 합천 출생
- 묘산국민학교 졸업
- 합천중학교 졸업
- 동래고등학교 졸업(1968년)
- 육군사관학교 문학 학사(1972년)
- 육군보병학교 졸업(1973년)
- 육군포병학교 졸업(1976년)
- 연세대학교 행정대학원 행정학 석사(1983년)

## 경력
- 육군 소령 예편(1985년).
- 신한민주당 초급행정위원(1985년 12월 ~ 1987년 9월)
- 신민주공화당 초급행정위원(1987년 12월 ~ 1988년 12월)
- 1988. 국무총리 행정조정실 근무
- 1989.03~1991.04 서울특별시 중랑구청 시민국장, 서울특별시청 내무국 국민운동지원과장
- 1992.11. 서울특별시 서초구청 재무국장
- 1993.10. 서울특별시청 재무국 회계과장
- 1994.12. 서울특별시 금천구 분구준비요원 부구청장, 지방행정부이사관 (당시 구로구청 소속)
- 1995.3. 서울특별시 금천구 부구청장
- 1996.1. 서울특별시청 전자계산소장
- 1997.01~1999.05 서울특별시 중랑구청 부구청장
- 1999.05~2002.01 서울특별시 영등포구청 부구청장
- 2000.10~2002.01 서울특별시 영등포구청장 권한대행
- 한나라당 전국위원회 위원
- 한나라당 서울특별시 지부 중랑구 갑 지구당 부위원장
- 한나라당 대외협력위원회 부위원장
- 2002.07 ~ 2014.06.30: 제6·7·8대 서울특별시 중랑구청장(민선 3·4·5기, 한나라당→새누리당, 3선)
- 새누리당 전국위원회 위원

## 역대 선거 결과
|  | 49.70% |

|  | 63.90% |

|  | 50.15% |